# Любор'єчка
Любор'єчка (словац. Ľuboriečka) — село, громада округу Вельки Кртіш, Банськобистрицький край, центральна Словаччина, регіон Новоград. Кадастрова площа громади — 11,68 км². Протікає потік Любореч.
Населення 142 особи (станом на 31 грудня 2017 року).

## Історія
Любор'єчка вперше згадується в 1335 році.

## Населення
| Рік:            | 1994. | 2004.    | 2014.    | 2024.   |
| --------------- | ----- | -------- | -------- | ------- |
| Кількість осіб: | 129   | 180      | 143      | 150     |
| Різниця:        |       | +39,53 % | -20,55 % | +4,89 % |

| Рік:            | 2023. | 2024.   |
| --------------- | ----- | ------- |
| Кількість осіб: | 154   | 150     |
| Різниця:        |       | -2,59 % |